# Wade MacLauchlan
H. Wade MacLauchlan (nascido em 10 de outubro de 1954), é um acadêmico e político canadense. Foi eleito como o 32º primeiro-ministro da província canadense da Ilha do Príncipe Eduardo, em 23 de fevereiro de 2015. MacLauchlan é o primeiro membro da Ordem do Canadá a tornar-se premier de uma província, e também é o primeiro premier abertamente gay da Ilha do Príncipe Eduardo e o primeiro homem gay a ser primeiro-ministro de uma província.
Em 28 de novembro de 2014, MacLauchlan anunciou sua candidatura para a liderança do partido liberal da Ilha do Príncipe Eduardo. Ele foi o único candidato no encerramento das nomeações em 20 de janeiro de 2015 e foi aclamado líder em 21 de fevereiro de 2015.